# Jordi Sabater Pi

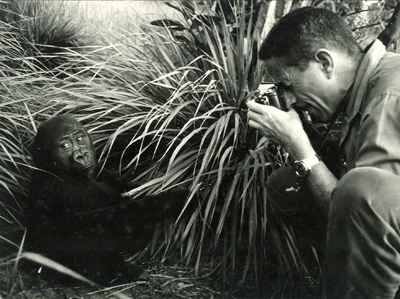
Jordi Sabater Pi

Jordi Sabater i Pi (* 2. August 1922 in Barcelona; † 5. August 2009 ebenda) war ein katalanischer Ethologe. Er studierte insbesondere das Verhalten von Schimpansen und Gorillas.
Von 1940 bis 1969 lebte und forschte Jordi Sabater Pi in Äquatorialguinea. 1970 studierte er Psychologie an der Universität Barcelona, wo er 1977 Professor und 1987 emeritiert wurde. Zu seinen Forschungsergebnissen zählen die Entdeckung der Werkzeugkultur der Schimpansen in den Okorobiko-Bergen und die Studie der Goliathfrösche in den Wasserfällen des Calabarflusses und des Rio del Ney in Kamerun. Sabater Pi zeichnete die Tiere, die er erforschte. Das Dokumentationszentrum des Parc Cientifíc de Barcelona sammelte neben vielen seiner Dokumente auch über 2000 seiner Zeichnungen.
Jordi Sabater holte den beliebten Albino-Gorilla Copito de Nieve in den Zoo von Barcelona. Er unterstützte die Initiative Proyecto Gran Simio, die für eine Ausweitung von Menschenrechten auf Menschenaffen eintritt. Er wurde 1991 mit dem Catalan Foundation for Research Prize, 1996 mit der Goldmedaille des Scientific Achievement at the Barcelona City Council und 2004 mit der Narcís Monturiol Medal for Scientific and Technological Achievement of the Generalitat of Catalonia ausgezeichnet. Zweimal war er für den Kyoto Foundation Prize in Japan nominiert.